# 西川明 (野球)
西川 明（にしかわ あきら、1984年4月2日 - ）は、三重県多気郡明和町出身の元プロ野球選手（内野手）、指導者。

## 来歴

### プロ入り前
三重高校では、1年春からレギュラーに抜擢され、定着。1年秋にはクリーンナップに座る。またチーム事情から投手にも挑戦し、3年時には「エースで4番」として活躍（1学年上には同じく清水昭信がいた。清水が1浪したため2人揃ってのプロ入りとなった）。
法政大学では、1年時から東京六大学野球リーグ戦に出場し、クリーンナップ（3年時は主に3番、4年時には4番）を打ち、三遊間を組む大引啓次らとともに2005年秋・2006年春の法大の2連覇に貢献した。リーグ通算87試合出場、267打数73安打、打率.273、6本塁打、31打点。日米野球、世界選手権日本代表。ベストナイン2回。
2006年の大学生・社会人ドラフト会議で中日ドラゴンズから7巡目指名を受け、入団した。

### プロ入り後
ルーキーイヤーの2007年は、ただ一人一軍のオープン戦に帯同していたが、その後シーズン中の一軍昇格はなく、極度の打撃不振に苦しみ、二軍でも打率1割台と低迷した。
2008年は、オープン戦で満塁本塁打を放つなど猛アピールが認められ入団2年目で初の開幕一軍メンバー入りを果たし、4月16日の対巨人戦でプロ初安打を放つ。しかし、その後はヒットが出ず4月25日に一軍登録抹消。8月12日に再昇格を果たし、8月20日の対横浜ベイスターズ戦においては、9回表にエースの三浦大輔からプロ初本塁打となる2ランを放った。
2009年は、春季キャンプは二軍スタートだったが、井端弘和が途中離脱した関係で、急遽一軍キャンプに呼ばれる。その後オープン戦にも帯同するも二年連続の開幕一軍はなかった。
2010年は、二軍で.347と高打率を記録し一軍でも2年振りの安打を放ったが、日本シリーズ期間中の11月1日に戦力外通告を受けた。その後、12球団合同トライアウトに参加するも、獲得に名乗りを挙げる球団はなかった。

### 引退後
引退後は地元に帰り、医療機器の営業として働いていたが、高校野球の指導者を目指すため、半年で退職。2年間佛教大学の通信課程に在籍し、教員免許を取得。
2014年4月から三重県立いなべ総合学園高等学校に常勤講師として採用され、硬式野球部の副部長を務めていた。
2017年に三重県立神戸高等学校に常勤講師として採用される。同様に、硬式野球部の副顧問を務めている。
2020年に母校である三重高校に常勤講師として戻り、硬式野球部の副部長を務めている。

## 詳細情報

### 年度別打撃成績
| 年 度     | 球 団     | 試 合 | 打 席 | 打 数 | 得 点 | 安 打 | 二 塁 打 | 三 塁 打 | 本 塁 打 | 塁 打 | 打 点 | 盗 塁 | 盗 塁 死 | 犠 打 | 犠 飛 | 四 球 | 敬 遠 | 死 球 | 三 振 | 併 殺 打 | 打 率 | 出 塁 率 | 長 打 率 | O P S |
| --------- | --------- | ----- | ----- | ----- | ----- | ----- | -------- | -------- | -------- | ----- | ----- | ----- | -------- | ----- | ----- | ----- | ----- | ----- | ----- | -------- | ----- | -------- | -------- | ----- |
| 2008      | 中日      | 13    | 16    | 14    | 1     | 2     | 0        | 0        | 1        | 5     | 2     | 0     | 0        | 1     | 0     | 1     | 0     | 0     | 5     | 0        | .143  | .200     | .357     | .557  |
| 2009      | 中日      | 4     | 4     | 4     | 0     | 0     | 0        | 0        | 0        | 0     | 0     | 0     | 0        | 0     | 0     | 0     | 0     | 0     | 0     | 1        | .000  | .000     | .000     | .000  |
| 2010      | 中日      | 3     | 5     | 4     | 1     | 1     | 0        | 0        | 0        | 1     | 0     | 0     | 0        | 0     | 0     | 1     | 0     | 0     | 2     | 0        | .250  | .400     | .250     | .650  |
| 通算：3年 | 通算：3年 | 20    | 25    | 22    | 2     | 3     | 0        | 0        | 1        | 6     | 2     | 0     | 0        | 1     | 0     | 2     | 0     | 0     | 7     | 1        | .136  | .208     | .273     | .481  |

### 年度別守備成績
| 年 度 | 球 団 | 二塁  | 二塁  | 二塁  | 二塁  | 二塁  | 二塁     |
| 年 度 | 球 団 | 試 合 | 刺 殺 | 補 殺 | 失 策 | 併 殺 | 守 備 率 |
| ----- | ----- | ----- | ----- | ----- | ----- | ----- | -------- |
| 2008  | 中日  | 3     | 5     | 3     | 0     | 0     | 1.000    |
| 2010  | 中日  | 2     | 1     | 2     | 0     | 0     | 1.000    |
| 通算  | 通算  | 5     | 6     | 5     | 0     | 0     | 1.000    |

### 記録
- 初出場：2008年3月28日、対広島東洋カープ1回戦（ナゴヤドーム）、10回裏に藤井淳志の代打で出場
- 初安打：2008年4月16日、対読売ジャイアンツ5回戦（ナゴヤドーム）、6回裏に西村健太朗から右前安打
- 初本塁打・初打点：2008年8月20日、対横浜ベイスターズ14回戦（横浜スタジアム）、9回表に三浦大輔から右越2ラン
- 初先発出場：2008年8月24日、対読売ジャイアンツ17回戦（東京ドーム）、2番・二塁手で先発出場

### 背番号
- 40 （2007年 - 2010年）